# Sejstrup Station
Sejstrup Station er en dansk jernbanestation i Sejstrup.
Den er den mindste af de 13 jernbanestationer i Esbjerg Kommune med kun 8.861 påstigere i 2022 fordelt på 19.977 afgange; alle foretaget af Arriva. Fra Ribe og Tønder ligger Sejstrup station ligger som den sidste station før Bramming, hvis station har alle tog til og fra Esbjerg i retning mod Kolding og Tønder.
De mest populære rejsemål fra Sejstrup station er Esbjerg station med 43%, Ribe station med 30% og Bramming station med 13%.
I starten var Sejstrup station en simpel jordperron med tilhørende venteskur, men i 1917 blev en ekspeditionsbygning opført hvor billetsalget blev flyttet til, med samt ventesal. Denne ekspeditionsbygning blev revet ned i 1971.
I 1958 skete en alvorlig ulykke ved den ubevogtede overskæring, hvor en person fra Hunderup blev dræbt af et tog.
Ved stationen findes i dag en billetautomat, moderne venteskur, cykelparkering og bilparkering med ca. 12 pladser.